# Vitaliy Shchedov
Vitaliy Shchedov (né le 31 juillet 1987) est un coureur cycliste ukrainien. Il est spécialiste de la piste et participe notamment aux épreuves de Coupe du monde de poursuite. 

## Palmarès

### Championnats du monde
- Majorque 2007
  -  Vice-champion du monde de poursuite par équipes
- Apeldoorn 2011
  - 11e de la poursuite par équipes
  - 13e de la poursuite individuelle
- Melbourne 2012
  - 13e de la poursuite par équipes
- Minsk 2013
  - 14e de la poursuite par équipes
- Cali 2014
  - 13e de la poursuite par équipes

### Coupe du monde
- 2005-2006
  - 2e de la poursuite par équipes à Sydney

- 2006-2007
  - 1er de la poursuite par équipes à Los Angeles (avec Vitaliy Popkov, Lyubomyr Polatayko et Maxim Polischuk)

- 2007-2008
  - 3e de la poursuite par équipes à Los Angeles

- 2008-2009
  - 2e de la poursuite à Manchester
  - 2e de la poursuite à Pékin
  - 3e de la poursuite à Melbourne
  - 3e de la poursuite par équipes à Melbourne

- 2009-2010
  - Classement général de la poursuite
  - 1er de la poursuite à Pékin
  - 3e de la poursuite à Manchester
  - 3e de la poursuite à Melbourne

### Championnats d'Europe
- Valence 2004
  -  Champion d'Europe de poursuite juniors
  -  Champion d'Europe de poursuite par équipes juniors (avec Igor Malikov, Sergiy Minashkin et Oleksandr Polivoda)

- Fiorenzuola 2005
  -  Vice-champion d'Europe de poursuite juniors

- Pruszkow 2008
  -  Champion d'Europe de poursuite espoirs